# 李海英
李海英（韓語：이해영，1970年9月7日—），另譯作李海榮，韓國男演員。

## 演出作品

### 劇集

#### 2000年代
- 1998年：SBS《順風婦產科》飾演 權五中的朋友（EP4）
- 2006年：SBS《赤腳的青春》飾演 李相澤
- 2007年：KBS2《詐騙信用調查所》饰演 姜承昊
- 2008年至2010年：tvN《沒禮貌的英愛小姐》飾演 張東健
- 2009年：KBS2《傻瓜》饰演 白记者

#### 2010年代
- 2011年：SBS《Midas》饰演 车英民
- 2011年：KBS2《KBS Drama Special—西京市体育会结构调整的幕后故事》饰演 洪室长
- 2012年：TV朝鮮《韓半島》饰演 韩英勋
- 2013年：KBS2《廣告天才李太白》饰演 黄专务
- 2014年：KBS2《Big Man》饰演 扎洛克支部长
- 2014年：tvN《詐欺遊戲》饰演 高灿勇律师
- 2014年：tvN《家族的秘密》饰演 张明锡
- 2014年：tvN《Frost醫生》饰演 朴基雄
- 2016年：OCN《吸血鬼偵探》饰演 郑基雄
- 2016年：tvN《吹笛子的男人》饰演 高室长
- 2017年：OCN《Voice》饰演 张庆学
- 2017年：SBS《師任堂，光的日記》饰演 郑民锡／李滉
- 2017年：OCN《Duel》饰演 朴东帅
- 2017年：OCN《Black》饰演 闵载勋
- 2017年：MBC《不是機器人啊》饰演 尹专务
- 2018年：OCN《獵豔情人》饰演 车民载
- 2018年：JTBC《Sketch》饰演 朴佑镇
- 2018年：OCN《Voice 2》饰演 张庆学
- 2018年：OCN《客：The Guest》饰演 郭班长
- 2019年：MBC《異夢》饰演 宏
- 2019年：JTBC《18歲的瞬間》饰演 刘宗洙
- 2019年：tvN《精神病患者日記》饰演 柳宰俊

#### 2020年代
- 2020年：SBS《The King：永遠的君主》饰演 刘敬武／刘朝烈
- 2020年：tvN《秘密森林2》饰演 申宰勇
- 2020年：TV朝鲜《風雲碑》饰演 梁憲洙将军
- 2021年：tvN《L.U.C.A.: The Beginning》饰演 吴钟焕
- 2021年：KBS2《月升之江》饰演 高元表
- 2021年：tvN《你是我的春天》飾演 高珍馥
- 2022年：Disney+《迷網追兇》飾演 權秀根（EP7）
- 2022年：Netflix《黑暗榮耀》飾演 申英俊[3]
- 2023年：tvN《有利的詐欺》飾演 姜景豪[4]
- 2023年：Netflix《獵犬》飾演 黃陽中[5][6]
- 2023年：tvN《今生也請多指教》飾演 李相赫[7]
- 2023年：Disney+《Moving 異能》飾演 驅趕抗議攤販的警察第一小隊署長
- 2023年：KBS《婚禮大捷》飾演 趙英培[8]
- 2023年：Disney+《非法正義》飾演 嚴才協
- 2024年：Netflix《政壇旋風》飾演 韓憫浩
- 2024年：Netflix《浮游先生》飾演 蔡英祖
- 2025年：Disney+《揭密最前線》飾演 朴大容
- 2025年：SBS《寶物島》飾演 許壹導

### 電影
- 1995年：《搖尾巴的男人》
- 2002年：《明日恋爱预告》饰演 音乐剧演员
- 2005年：《请在鼓掌的时候离开》饰演 金昌华
- 2006年：《伟大的族谱》饰演 赵检察官
- 2007年：《黑色之家》饰演 韩胜圭
- 2007年：《率性而活》饰演 宋庆泰
- 2009年：《总统早上好》饰演 文英哲
- 2009年：《婚礼之后》饰演 崔亨佑
- 2010年：《出云之月》饰演 韩弼周
- 2010年：《竞猜王》饰演 崔河荣
- 2011年：《棒球之爱》饰演 职业选手
- 2013年：《我的小小英雄》饰演 具常务
- 2014年：《高跟鞋》饰演 出国审查职员（友情出演）
- 2014年：《鳴梁》饰演 宋希立将军
- 2014年：《他不冏，他是我兄弟》饰演 金万载的长子
- 2014年：《流感》
- 2015年：《誠實國度的愛麗絲》饰演 奎政
- 2015年：《侦探：开端》饰演 许队长
- 2015年：《喜馬拉雅》饰演 张哲奎
- 2015年：《盼望的大海》（바라던 바다）饰演 自杀的男子
- 2016年：《那天的氛圍》饰演 代表
- 2016年：《狩獵》饰演 文大国
- 2017年：《共助》饰演 表班长
- 2017年：《叛獄無間》饰演 赵检察官（友情出演）
- 2017年：《逆谋：叛乱的时代》饰演 义禁府部将（特别出演）
- 2017年：短片《未亡人》（미망인）饰演 日生
- 2019年：《绿阳和少年》饰演 宝熙母亲的男友（特别出演）
- 2019年：《狂暴记录》饰演 朴景焕
- 2020年：《悲喜交加》饰演 崔焕奎
- 2022年：《王者制造：选战之狐》饰演 李汉尚
- 2022年：《共助2》饰演 表班长
- 2023年：《格殺福順》飾演 吳正植（友情出演）
- 2024年：《黑帶出勤中》飾演 李相佑（特别出演）